# Jacamar bronzat
El jacamar bronzat (Galbula leucogastra) és una espècie d'ocell de la família dels galbúlids (Galbulidae) que habita boscos de ribera del sud de Veneçuela, Guaiana i oest del Brasil.